# Столяров, Борис Васильевич
Борис Васильевич Столяров (20 июля 1932, Козловка — 15 октября 2009, Кремёнки, Калужская область) — советский легкоатлет, специалист по барьерному бегу и многоборьям. Выступал за сборную СССР по лёгкой атлетике в 1950-х годах, победитель первенств всесоюзного и республиканского значения, участник летних Олимпийских игр в Мельбурне. Представлял Ленинград и спортивное общество «Трудовые резервы». Мастер спорта СССР (1955). Тренер и спортивный функционер.

## Биография
Родился 20 июля 1932 года в посёлке Козловка Чувашской АССР Нижегородского края (рождение зарегистрировано 5 августа в Горьком).
В детстве вместе с отцом, работником военного завода, часто переезжал: некоторое время жил на Дальнем Востоке, школу окончил в Сталинграде.
Серьёзно заниматься лёгкой атлетикой начал во время учёбы в Ленинграде, окончил Ленинградский техникум физической культуры (1954) и Ленинградский государственный институт физической культуры имени П. Ф. Лесгафта (1958). Проходил подготовку под руководством заслуженного тренера СССР Эдмунда Исидоровича Рохлина. Представлял добровольное спортивное общество «Трудовые резервы».
Впервые заявил о себе на всесоюзном уровне в сезоне 1954 года, когда на чемпионате СССР в Киеве стал бронзовым призёром в беге на 110 метров с барьерами и в десятиборье. Попав в состав советской сборной, выступил на чемпионате Европы в Берне, где в 110-метровом барьерном беге дошёл до стадии полуфиналов. В той же дисциплине был лучшим на Всемирных студенческих играх в Будапеште.
В 1955 году на легкоатлетическом турнире V Всемирного фестиваля молодёжи и студентов в Варшаве одержал победу в беге на 110 метров с барьерами и взял бронзу в десятиборье. Позднее на чемпионате СССР в Тбилиси получил серебро в 110-метровом барьерном беге.
В 1956 году на чемпионате страны в рамках Первой летней Спартакиады народов СССР в Москве превзошёл всех соперников в барьерном беге на 110 метров и завоевал золото. Благодаря этой победе удостоился права выступить на летних Олимпийских играх в Мельбурне — в дисциплине 110 метров с барьерами благополучно преодолел предварительный квалификационный этап и стадию полуфиналов, тогда как в решающем финальном забеге с результатом 14,71 финишировал шестым.

Американцы познакомили нас с неведомым тогда рок-н-роллом, вечерами отплясывали его в интернациональном клубе. Однако наши ребята оказались тоже не лыком шиты. Потренировавшись пару дней, барьерист Боря Столяров, человек чрезвычайно гибкий, удивил даже американцев. Подхватив тучную негритянку Онору Браун, метательницу диска, он на ходу освоил приёмы танца стиляг и вскоре утёр нос всем присутствующим. На другой день газеты запестрели заголовками: «Один русский перетанцевал всех американцев».— Евгений Чен
В 1957 году на VI Всемирном фестивале молодёжи и студентов в Москве стал серебряным призёром в беге на 110 метров с барьерами, уступив только представителю Югославии Станко Лоргеру. На последовавшем чемпионате СССР в Москве взял бронзу.
В 1959 году на чемпионате страны в рамках II летней Спартакиады народов СССР в Москве был третьим среди десятиборцев.
Находился в составе советской сборной на Олимпийских играх 1960 года в Риме, но из-за травмы ноги не смог выступить и помогал советским бегунам с массажем.
С 1967 года занимался тренерской деятельностью в Северодвинске Архангельской области, в спортивном клубе «Север» и спорткомбинате «Беломорец». В 1978—1989 годах занимал должность председателя городского комитета по физической культуре и спорту, был инициатором проведения ставших традиционными комплексных спартакиад школьников, учащихся профтехучилищ, коллективов физкультуры города, соревнований инвалидов.
В 1991 году награждён почётным знаком «За заслуги в развитии физической культуры и спорта».
После выхода на пенсию проживал в городе Кремёнки Жуковского района Калужской области.
Умер в результате продолжительной болезни 15 октября 2009 года в городе Кремёнки в возрасте 77 лет.